# Una aventura reial
Una aventura reial (títol original: Annie: A Royal Adventure!) és un telefilm estatunidenc dirigit per Ian Toynton, difós l'any 1995. Un DVD del film va sortir l'any 2004 per les regions 1 i 2. Ha estat doblat al català.

## Argument
Annie va a Londres amb el seu pare adoptiu Oliver "Daddy" Warbucks, dues amigues, i el científic Eli Eon que ha inventat una nova formula d'explosius. Durant el viatge, coneix la temible Lady Edwina Hogbottom (Joan Collins), el projecte de la qual és fer saltar el palau de Buckingham amb la finalitat de recuperar el que estima li han de tornar: el tron del Regne Unit. Compta servir-se de la fórmula de Eon per arribar-hi. Però Annie i les seves amigues no hi estan d'acord.

## Repartiment
- Ashley Johnson: Annie Warbucks
- Joan Collins: Lady Edwina Hogbottom
- George Hearn: Oliver "Daddy" Warbucks
- Ian McDiarmid: Eli Eon
- Emily Ann Lloyd: Hannah
- Camilla Belle: Molly
- Crispin Bonham-Carter: Rupert Hogbottom
- Perry Benson: Mean Murphy Knuckles
- Antony Zaki: Punjab
- David Tse: Asp
- Carol Cleveland: Miss Hannigan
- Deborah Maclaren: Madame Charlotte
- Timothy Bateson: Derwood
- Ian Redford: David Webb
- Jayne Ashbourne: Charity